# アンキアロス
アンキアロス（古希: Ἀγχίαλος, Anchialos）は、ギリシア神話の人物である。
主に以下の人物が知られている。
- ギリシアの戦士。トロイア遠征軍に加わったが、メネステースとともに戦車を駆って戦っているところをヘクトールに討たれた[1]。
- タポスの王。メンテースの父[2]。
- パイアーケス人。オデュッセウスを招いた競技会に参加した[3]。